# Моторна функція товстої кишки
Мото́рна фу́нкція товсто́ї ки́шки Для товстої кишки характерні кілька типів скорочень:
- маятникоподібні
- перистальтичні
- антиперистальтичні.

Усі вони забезпечують перемішування кишкового вмісту, а кілька разів на добу виникають сильні скорочення, які охоплюють великі ділянки і переміщують вміст до прямої кишки. Це так, звана мас-перистальтика.
Стимулюють моторику блукаючого і тазового нервів, рефлекторні впливи з шлунка і дванадцятипалої кишки, місцеві механічні і хімічні подразнення. Калові маси видаляються за допомогою акту дефекації, який виникає рефлекторно при подразненні механорецепторів прямої кишки.